# Wixhäuser Dorfmuseum
Das Wixhäuser Dorfmuseum ist ein Museum in Darmstadt-Wixhausen.

## Architektur und Geschichte
Das Wixhäuser Dorfmuseum befindet sich in einem vollständig restaurierten fränkischen Fachwerkhaus, das auf einen Sattelhof des Mittelalters zurückgeht. 
Nach den Zerstörungen des Dreißigjährigen Krieges wurde das Gebäude unter Verwendung von Zierfachwerk eines anderen Hauses im Jahre 1662 wieder aufgebaut.
Das giebelständige, zweigeschossige Fachwerkhaus – mit massivem Erdgeschoss – besitzt ein biberschwanzgedecktes Krüppelwalmdach. Das barocke Fachwerk ziert an den Längsseiten feine Schmuckformen, wie geschweifte Andreaskreuze und Rauten, Brüstungstafeln mit Rauten und geschwungenen, genasten Streben (rheinische Nasen). An der Stirnseite des Gebäudes ist das Fachwerk mit Holzschindeln verkleidet.

## Das Wixhäuser Dorfmuseum heute
Dem Museum stehen neun Räume zur Verfügung. Sie sind eingerichtet mit Exponaten zur Kultur- und Sozialgeschichte des alten Dorfs; sie dokumentieren anschaulich die früheren Lebensverhältnisse in Wixhausen. Das Dorfmuseum ist eingebunden in den historischen Pfarrhof, der in achteinhalb Jahrhunderten herangewachsen ist und auf einen Rittersitz des Mittelalters zurückgeht. Seine Bauten ergänzen das Museum ebenso wie das seit 1556 erhaltene Pfarrarchiv.
Neben Sonderausstellungen sind, nach Vereinbarung, Führungen und Museumspädagogik für Kinder möglich.

## Exponate
Die Schausammlung des Museums umfasst überwiegend Exponate des 18. und 19. Jahrhunderts.
Neben einer Sattler-, einer Schuster- und einer Wagner-Werkstatt, einer Rauchküche und einem Hausbackofen sind bäuerliche Gerätschaften, Feierabendziegel, Hausrat, Spielzeug, Wäsche, Landkarten, Baupläne und eine Sammlung alter Fotografien ausgestellt.